# Música degenerada

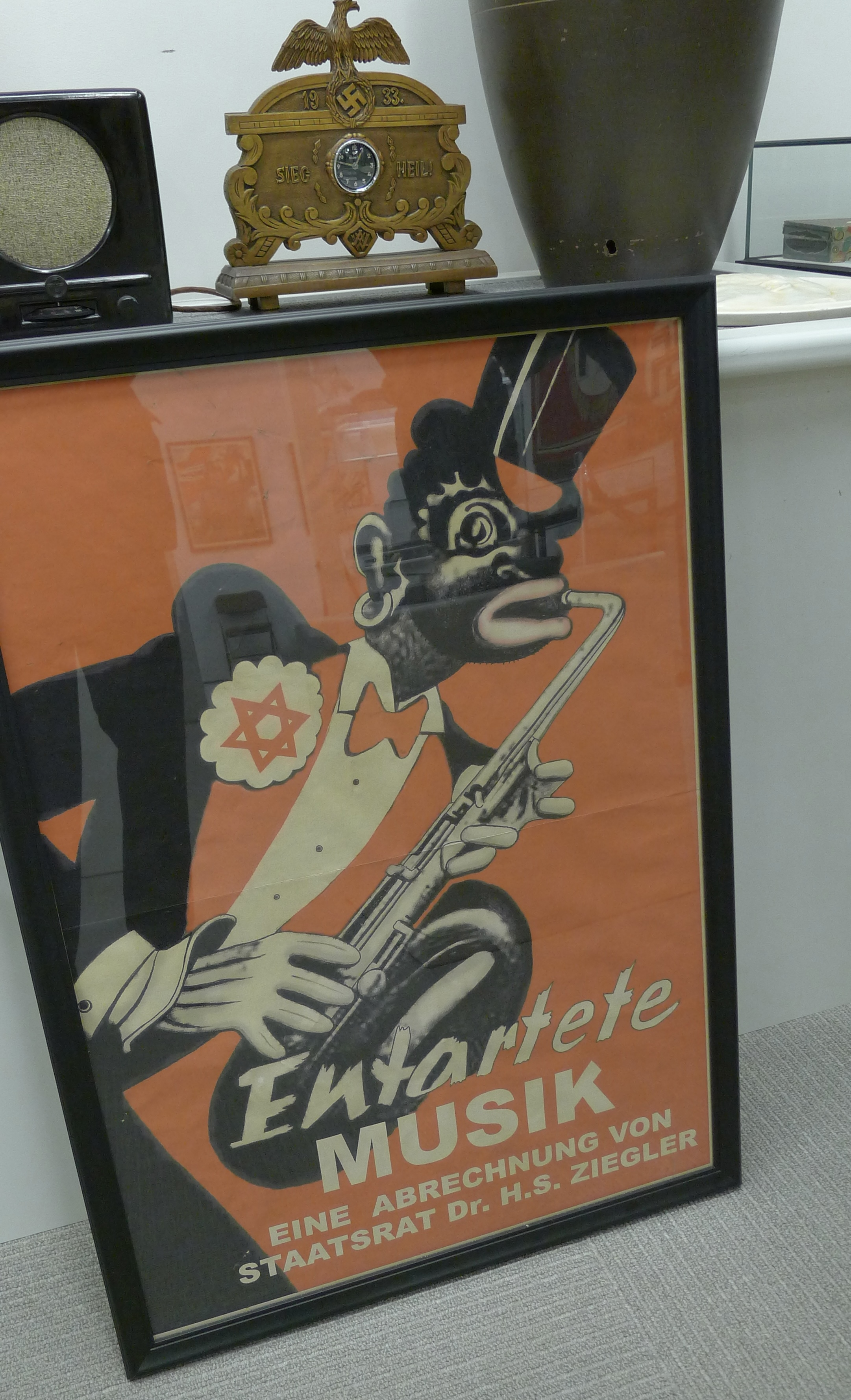
Afiche de propaganda nazi titulado Entartete Musik (Música degenerada).

Música Degenerada (del alemán: Entartete Musik) fue la etiqueta que el gobierno de la Alemania Nazi aplicó durante las décadas de 1930 y de 1940 a determinadas formas de música que consideraba perniciosas o decadentes. La preocupación del gobierno nacional-socialista por este tipo de música formó parte de su conocida campaña contra el arte degenerado ('Entartete Kunst'). En ambos casos, las autoridades intentaron aislar, desacreditar o prohibir las obras.
El Gobierno Nazi consideró "degenerados" determinados tipos de música por diferentes motivos; en general, porque se oponían a los fundamentos de la ética y la moral, en virtud de su contenido o la filiación política o racial de sus compositores e intérpretes. Ello incluye las obras de compositores judíos o de origen judío (como Felix Mendelssohn, Arnold Schoenberg, Franz Schreker, Walter Braunfels, Erich Wolfgang Korngold, Kurt Weill, Gustav Mahler, David Nowakowsky y Berthold Goldschmidt); las que incluían personajes judíos o de origen africano (como las de Ernst Krenek); o los trabajos de compositores considerados simpatizantes del marxismo (por ejemplo, Hanns Eisler). 
La música modernista, como las obras de Paul Hindemith, Alban Berg, Schoenberg y Anton Webern, fue considerada igualmente "degenerada", juzgándose "inferior" a la música clásica pretérita y, por lo tanto, ofensiva hacia el sentido de progreso y civilización nazi y su lealtad hacia determinados compositores alemanes clásicos. Finalmente, la música de jazz fue también tachada de "degenerada" a causa de sus raíces y su profunda relación con la cultura afroamericana.
Desde el ascenso al poder del Partido Nazi, estos compositores encontraron una creciente dificultad, incluso imposibilidad, de obtener encargos o de ver interpretadas sus obras. Algunos emprendieron el camino del exilio, por ejemplo, Schoenberg, Weill, Hindemith o Goldschmidt. En tanto otros, como Karl Amadeus Hartmann o Boris Blacher, se recluyeron en un 'exilio interior'. Viktor Ullmann y Erwin Schulhoff, incluso, terminaron sus vidas en los campos de concentración.
Algunas páginas musicales que fueron adoptadas con entusiasmo por el régimen nazi, como la popular Carmina Burana de Carl Orff (1937), fueron catalogadas en un principio como "degeneradas" por los críticos musicales locales.
Como ocurrió con el "arte degenerado", a partir de 1938 se inauguraron en Alemania algunas exposiciones de "música degenerada". Una de las primeras la organizó en Düsseldorf Hans Severus Ziegler, superintendente del Teatro Nacional de Weimar, el cual, en su discurso inaugural, atribuyó la decadencia de la música "a la influencia del judaísmo y del capitalismo". La exposición de Ziegler se organizaba en siete secciones, cada una de ellas dedicada a un tema: (1) la influencia del judaísmo, (2) Schoenberg, (3) Kurt Weill y Ernst Krenek, (4) "Bolcheviques menores" (Schreker, Berg, Ernst Toch, etc.), (5) Leo Kestenberg, director de educación musical antes de 1933, (6) las óperas y oratorios de Hindemith, y (7) Igor Stravinsky (anon. 1938, 629).
A partir de mediados de la década de los años 90, la compañía discográfica Decca Records ha venido publicando una serie de grabaciones recogidas bajo el título común de "Entartete Musik: Music Suppressed by the Third Reich" que recoge obras poco conocidas de algunos de los compositores citados anteriormente.